# 2016-os ecuadori földrengés
A 7,8-as erősségű 2016-os ecuadori földrengés 2016. április 17-én tört ki Ecuadorban, 27 km-re Muisne városától. A rengést a 170 km-nyire fekvő fővárosban, Quitóban is nagyon erősnek érezték.
A katasztrófa jelentős károkat okozott, házak százai dőltek össze az epicentrumtól kilométerekre. Az előzetes hírek szerint legalább 272 ember meghalt, és 2500 megsérült, majd később ez a szám 525 halottra és több, mint 4000 sérültre emelkedett. 230 ember hollétéről nem tudnak a hatóságok. Eddig 11 külföldi áldozatot azonosítottak, akik Kuba, Kolumbia, Dominika, Írország, Kanada és Nagy-Britannia polgárai. Húszezer ember továbbra is ideiglenes szállásokon kénytelen lakni. A hatóságok 3 milliárd dollárra becsülik a földrengés okozta károk összegét az országban.
Rafael Correa elnök rendkívüli állapotot hirdetett, 13 500 katona és rendőr kezdte meg a helyreállítási munkákat.